# Прогрессивная партия «Баас»
Прогрессивная партия «Баас» (араб. حزب البعث العربي التقدمي‎) — политическая партия в Иордании, придерживающаяся идеологии арабского социализма и официально активная со времён отмены Закона о чрезвычайном положении и разрешения создания политических партия в начале 90-х. Входит в «Национальный фронт реформ» Ахмада аль-Убайдат, хотя подпольные ячейки действовали и до этого ещё со времён Революции 8 марта. Является филиалом просирийской фракции Баас и конкурирует с Партией арабского социалистического возрождения Иордании проиракской фракции. Слоган партии: «Единая арабская нация с вечным посылом». Заявляемые цели: работа по продвижению идеалов социализма, панарабизма и свободы среди арабских стран.
Множество иорданских баасистов приняли участие в Движении свободных офицеров. Имеет исторически сильное присутствие в иорданском Парламенте. Выступает за политические, экономические и социальные реформы при сохранении власти короля Абдаллы II ибн Хуссейна. На данный момент одна из сильнейших оппозиционных партий Иордании среди молодёжи и племенных лидеров.